# James Graham (Dramatiker)

James Graham (2016)

James Graham, OBE, FRSL (* 8. Juli 1982 in Mansfield, Nottinghamshire) ist ein britischer Dramatiker und Drehbuchautor.

## Karriere
Graham wuchs in Mansfield, Nottinghamshire in einer Arbeiterfamilie auf und studierte Schauspiel an der University of Hull. Er wurde playwright-in-residence im Finborough Theatre in London, wo er sein erstes Theaterstück Albert's Boy inszenierte.
Grahams Stücke thematisieren häufig britische Politik. Den Durchbruch hatte er 2012 mit This House, das am Royal National Theatre inszeniert wurde und ein kommerzieller und von der Kritik gelobter Erfolg wurde. Für This House wurde Graham erstmals für einen Olivier Award in der Kategorie Bestes Drehbuch nominiert. Aufgrund der hohen Nachfrage wurde This House von 2016 bis 2018 erneut aufgeführt, erst im West End und anschließend im Rahmen einer Tournee durch das Vereinigte Königreich. Während der COVID-19-Pandemie wurde This House als eines von 16 Theaterstücken vom National Theatre im Rahmen der NT Live at Home– Reihe auf Youtube kostenlos als Stream angeboten.
Eine Aufführung seines Dramas The Vote, welches die Geschehnisse eines fiktiven Londoner Wahllokals in den letzten 90 Minuten der Unterhauswahlen 2015 schildert, wurde am Wahltag live im Fernsehen übertragen, bevor die Hochrechnungen veröffentlicht wurden. Damit ist The Vote das erste Theaterstück, das zu dem Zeitpunkt aufgeführt wurde an dem es spielt.
Seine nächsten großen Erfolge hatte Graham 2018 mit Labour of Love und Ink. Beide Stücke wurden im selben Jahr für mehrere Oliviers nominiert und Labour of Love gewann in der Kategorie „Best New Comedy“. Ink wurde 2019 am Broadway inszeniert und ebenfalls gefeiert und für sechs Tony Awards nominiert. Für das Broadwaymusical Finding Neverland schrieb Graham das Buch.
Seit 2015 schreibt Graham regelmäßig für das Fernsehen. Für sein Drehbuch zu Brexit: The Uncivil War wurde er erstmals für einen Emmy Award nominiert. Sein Theaterstück Quiz wurde 2020 als Dreiteiler fürs Fernsehen verfilmt, Graham selbst schrieb hierfür die Drehbuchfassung. Das Stück war 2017 unter der Regie von Daniel Evans im Rahmen des renommierten Chichester-Theaterfestivals uraufgeführt worden. Im Jahr zuvor hatte dort bereits sein älteres Stück This House (UA 2012) eine erfolgreiche Reinszenierung gefeiert.

## Auszeichnungen
Im Mai 2019 wurde sein Stück This House vom Bloomsbury Verlag zum „Theaterstück des Jahrzehnts“ gewählt.
2020 wurde Graham von Elisabeth II. zum Officer of the Order of the British Empire (OBE) ernannt.

## Werke

### Theaterstücke
- 2005: Albert’s Boy
- 2006: Eden’s Empire
- 2007: Little Madam
- 2008: Tory Boyz
- 2008: Sons of York
- 2009: A History of Falling Things
- 2009: SuddenLossOfDignity.Com (in Zusammenarbeit mit Zawe Ashton, Joel Horwood, Morgan Lloyd Malcolm und Michelle Terry)
- 2010: Basset
- 2010: Relish
- 2010: The Man
- 2010: The Whisky Taster
- 2012: This House
- 2014: Finding Neverland (Musical: Musik und Liedtexte von Gary Barlow und Eliot Kennedy)
- 2014: The Angry Brigade
- 2014: Privacy
- 2015: The Vote
- 2016: Monster Raving Loony
- 2017: The Culture
- 2017: Quiz
- 2017: Labour of Love
- 2017: Ink
- 2018: Sketching

### Film und Fernsehen
- 2015: Coalition
- 2015: X+Y
- 2019: Brexit – Chronik eines Abschieds (Brexit: The Uncivil War)
- 2019: The Crown (Fernsehserie, Folge 3.06 Tywysog Cymru)
- 2020: Quiz (dreiteilige Fernsehverfilmung)